# أليساندرا فوساتي
أليساندرا فوساتي (بالإيطالية: Alessandra Fossati)‏ هي منافسة ألعاب القوى إيطالية، ولدت في 30 سبتمبر 1963 في ميلانو في إيطاليا.

## وصلات خارجية
- أليساندرا فوساتي على موقع الاتحاد الدولي لألعاب القوى (الإنجليزية)
- أليساندرا فوساتي على موقع الاتحاد الأوروبي لألعاب القوى (الإنجليزية)